# 鈴木誠人
鈴木誠人（すずき まこと、1967年1月2日 - ）日本のフリーランス映像制作ディレクター・カメラマン・編集者。

## 経歴
1967年1月2日 神奈川県横須賀市生まれ。
1987年、日本工学院専門学校 放送芸術科卒業。    
1997年、映像制作会社・CATV会社勤務を経てフリーランス映像ディレクターとして独立。  
2000年より中央大学教養TV番組『知の回廊』の制作ディレクターを16年間務め、シリーズ110本の番組を制作する。
2017年4月、一般社団法人 教育機関の情報環境構築と人財育成協議会（通称：ファーストスタープロジェクツ）理事に就任。